# Archivio di Stato di Barletta-Andria-Trani
L'Archivio di Stato di Barletta-Andria-Trani è l'ufficio periferico del Ministero della Cultura che a norma di legge conserva la documentazione storica prodotta dalle amministrazioni periferiche dello Stato nella provincia di Barletta-Andria-Trani e per deposito volontario, custodia temporanea, donazione o acquisto ogni altro archivio o raccolta documentaria di importanza storica.

## Storia
L'Archivio di Stato di Barletta-Andria-Trani è stato istituito con decreto ministeriale n. 89 del 28 marzo 2025, che ha così scorporato le due ex sezioni dell'Archivio di Stato di Bari. Le sedi sono due, una è collocata a  Barletta e l'altra a Trani.

## Patrimonio
L'insieme del patrimonio dell'Archivio di Stato della Provincia BAT nelle sedi di Trani e Barletta si estende per circa 12.000 metri di scaffali.
Fondi documentari di Trani: Sacra Regia Udienza Provinciale di Trani (1586-1808), atti del Tribunale (1855-1954) e della Corte d'Assise di Trani (1857-1931); Distretto Notarile di Trani (1498-1874).
Fondi documentari di Barletta: Archivio storico comunale; carte del Giudicato circondariale di Barletta (1828-1865), dell'Ufficio di conciliazione di Barletta (1906-1950), della Pretura di Barletta [ramo giudiziario] (1866-1942); ruoli matricolari e liste di leva del Distretto Militare di Barletta, gli Atti catastali di nove comuni.